# Richar Vaquero
Ricardo Vaquero Moreno (Erandio, Vizcaya, 27 de mayo de 1974), conocido como Richar Vaquero, es un educador social, psicopedagogo y político español.
Es el actual coordinador general de Podemos Euskadi y juntero en las Juntas Generales de Vizcaya.
Anteriormente desempeñó el cargo de coordinador y portavoz de círculos de Vizcaya (2021-2023) y antes el cargo de secretario general de Podemos Sestao (2015-2021). También ha sido miembro del consejo ciudadano de Podemos Euskadi (2020-2024).

## Biografía
Nació en Erandio el 27 de mayo de 1974. Estudió la diplomatura en magisterio en la Universidad del País Vasco. Después estudió la licenciatura en psicopedagogía también en la Universidad del País Vasco, que terminó con el diploma de suficiencia investigadora. Tras eso, cursó un máster en pedagogía en la Universidad del País Vasco.
Es educador social y psicopedagogo. Ha trabajado en la asociación Berriztu durante más de veinte años, en ámbitos relacionados con la reinserción social de los menores y la justicia juvenil. Actualmente es director del centro educativo de justicia juvenil Urgozo (perteneciente a Berriztu).

## Trayectoria política
Parte del partido Podemos desde sus inicios alrededor del año 2014, colaboró en su creación inicial en el municipio de Sestao. Colaboró en la creación inicial de Podemos Sestao, contribuyendo a crear la agrupación de electores Bai Ahal Da-Sí Se Puede (Sestao), junto con otras personas como Inma Arias, Soraya Pereira, Montserrat Roca, Isidoro Temprano o Ángela Sevilla.
En las elecciones municipales de España de 2015 fue candidato a concejal por la agrupación de electores Bai Ahal Da-Sí Se Puede (Sestao), BAD-SSP, candidaturas impulsadas por Podemos, con Soraya Pereira como candidata a alcaldesa de Sestao. Aunque no obtuvo escaño.
En las elecciones municipales de España de 2019, Vaquero repitió como candidato a concejal del ayuntamiento de Sestao por la coalición Podemos-IU-Equo, con Soraya Pereira como candidata a alcaldesa, aunque tampoco obtuvo escaño en el ayuntamiento.

Fue elegido secretario general de Podemos Sestao en 2015. En el año 2019, volvió a ser elegido secretario general de Podemos Sestao. En el año 2021 fue elegido coordinador de círculos de Vizcaya y miembro del consejo ciudadano de Podemos Euskadi (comité ejecutivo), dejando la secretaria general de Podemos Sestao y siendo sucedido por Pablo Fernández Mezo.

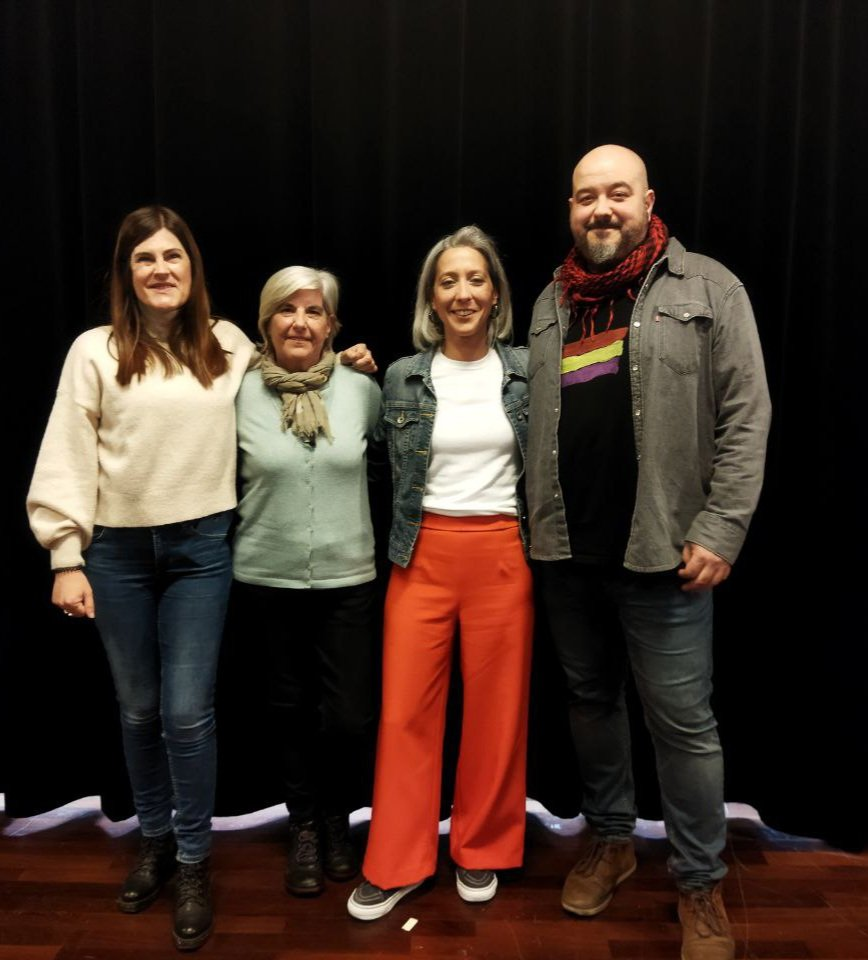
Miren Gorrotxategi, Inma Arias, Eneritz de Madariaga y Richar Vaquero (Bilbao, 2023).

En las elecciones a las Juntas Generales del País Vasco de 2023 fue candidato a juntero y cabeza de lista a las Juntas Generales de Vizcaya por la circunscripción de Las Encartaciones, por la coalición electoral Elkarrekin Bizkaia (Podemos, IU, Equo y Alianza Verde) y con Eneritz de Madariaga como candidata a Diputada General de Bizkaia. Obtuvo escaño como juntero en el Parlamento foral, durante la XII Legislatura.

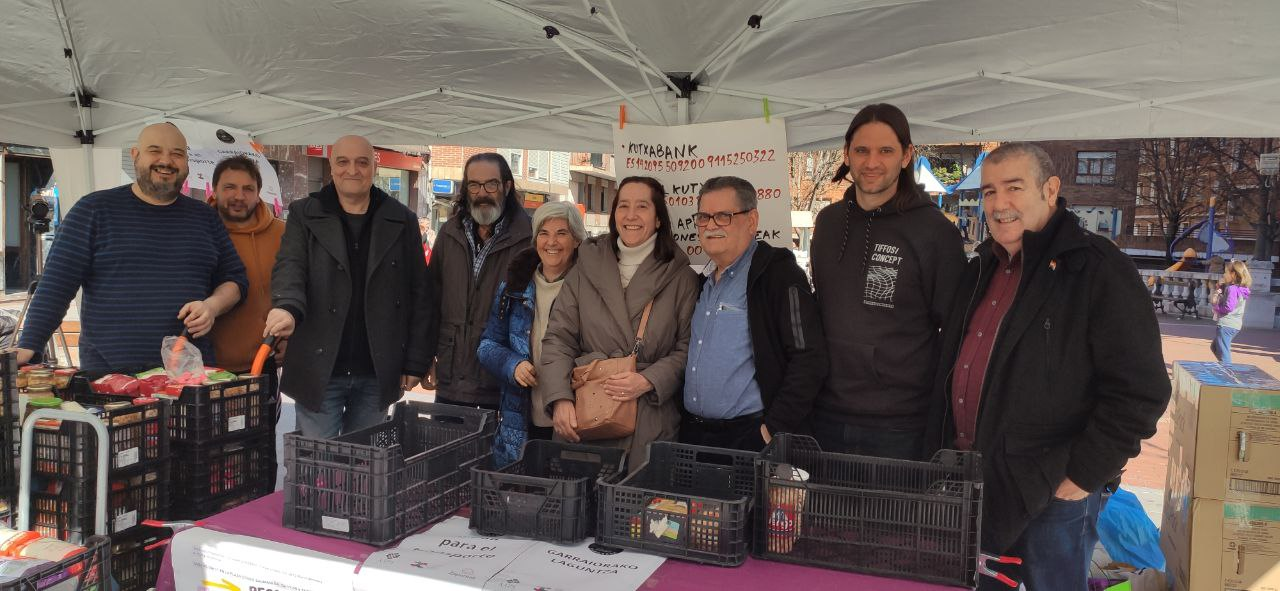
Miembros de Podemos Sestao junto con miembros de la ONG "Zaporeak" en la recogida de alimentos para las personas refugiadas afectadas por los terremotos de Turquía y Siria de 2023. Miembros de Podemos Sestao: Richar Vaquero, Isidoro Temprano, Pablo Fernández, Inma Arias, Montserrat Roca y Óscar Albalat.

Como juntero, Vaquero elegido miembro de la mesa del parlamento foral vizcaíno, como secretario segundo de la mesa, con Ana Otadui como presidenta de la cámara foral.
En el año 2024, en las elecciones el Parlamento Vasco de 2024, Vaquero fue candidato a diputado del Parlamento Vasco por la circunscripción de Vizcaya por la coalición electoral Elkarrekin Podemos (Podemos Euskadi y Alianza Verde), con Miren Gorrotxategi como cabeza de lista y candidata a lendakari.
A comienzos del año 2024, en relación a las elecciones el Parlamento Vasco de 2024, Vaquero fue uno de los firmantes del manifiesto Elkarrekin Sumar Bai (en español, Juntos Sumar Sí) a favor de que Podemos Euskadi y Sumar Mugimendua se presentasen juntos en coalición en una lista unitaria a las elecciones vascas de 2024, manifiesto que contó con más de medio millar de firmantes del ámbito político, cultural y social como el propio Vaquero, Eneritz de Madariaga, Guillermo Presa, Iker Mojón, Casimiro Castaño, Israel Escalante, Eder García López, Alberto Bezunartea, Pablo Fernández, Antonio Duplá, Koldo Unceta, Lourdes Oñederra, Imanol Zubero, Estíbaliz de Miguel Calvo, Marije Goikoetxea, Ander Gutiérrez-Solana, Idoye Zabala, Miguel Aranburuzabala, Ane Sufrate Abasolo o Ekaitz Cancela.

### Coordinador general de Podemos Euskadi
A finales del año 2024, en las elecciones internas de Podemos Euskadi, Vaquero presentó su candidatura para coordinador general, frente a la otra candidatura que presentó Miren Echeveste.En la lista que encabezaba Vaquero lo acompañaban Maite Gartzia, Mariví Eizaguirre, Inés Unzaga, Alfonso Arroyo o Soraya Pereira. La candidatura de Vaquero obtuvo 308 avales, frente a los 303 avales que obtuvo la candidatura de Echeveste. Finalmente, la candidatura de Vaquero resultó vencedora consiguiendo el 46,5% de los votos, mientras que la de Echeveste obtuvo el 44,6% de los votos. Con ello Vaquero se convirtió en el nuevo coordinador general de Podemos Euskadi, sucediendo a Pilar Garrido al frente del partido. En su aparición posterior al resultado de las elecciones Vaquero declaró que su objetivo como nuevo coordinador general del partido era "recuperar la militancia y la fuerza en las calles".

## Vida personal
Vive en Sestao. Está casado con la política Soraya Pereira. Tienen dos hijas.